# (52768) 1998 OR2
(52768) 1998 OR2 или 1998 OR2 — астероид, классифицированный как околоземной объект и потенциально опасный астрономический объект из группы Амуров с диаметром 2-4 километра. Он был открыт 24 июля 1998 астрономами NEAT из Халикальской Обсерватории на Гавайях. Астероид наблюдался ещё в 1987 и 1996 годах. Это самый большой потенциально опасный астероид из известных. Его орбита и траектория просчитаны до 2197 года. Этот астероид может считаться опасным только в масштабе сотен или даже тысяч лет.

Анимация, составленная из радарных снимков, показывающая вращение

Первые наблюдения астероида были сделаны в 1987 году обсерваторией Сайдинг-Спринг за 12 лет до его открытия Халикальской Обсерватории в 1998 году.

## Приближения

### 2020
29 апреля 2020 года астероид приблизился на безопасное расстояние к Земле — 0,042 а. е. (6,3 млн км, 16 расстояний Луны от Земли). Благодаря недавним наблюдениям и большой дуге наблюдения — 32 года, расстояние максимального сближения между Землёй и астероидом определено с высокой точностью и составит 6,3 млн км ±7 км. Для сравнения — 3 июня 2020 года Венера будет находиться на расстоянии 0,29 а. е. (43 млн км) от Земли.

### Появления рядом с Землёй
(52768) 1998 OR2 имеет минимальное расстояние пересечения орбиты Земли 0,0154 а. е. (2 млн км).
Астероид будет рядом с Землёй:
1. 16 апреля 2079 года 0,0118 а. е.(2 млн км)
2. 16 апреля 2127 года 0,0167 а. е.(2,5 млн км)

## Классификация
1998 OR2 состоит в группе Амуров и следовательно не пересекает орбиту Земли. Когда перигей меньше 1,017 а. е., астероид классифицируется как аполлон, но 1998 OR2 постоянно меняет свою категорию из-за отклонений от орбиты. Он также является астероидом, пересекающим орбиту Марса.

## Физические особенности
По исследованиям Телескопа IRTF 1998 OR2 довольно редкий астероид L-класса.

### Период вращения
По анализу кривой блеска период вращения 1998 OR2 составляет 3,198 и 4,112 часа при звёздной величине блеска 0,29 и 0,16.

## Наименование
По состоянию на 2020 год малая планета не имеет имени.